# Кастроно
Кастро̀но (на италиански: Castronno; на ломбардски: Castronn, Кастрон) е градче и община в Северна Италия, провинция Варезе, регион Ломбардия. Разположено е на 325 m надморска височина. Населението на общината е 5266 души (към 2017 г.).